# Samtgemeinde Freden (Leine)
De Samtgemeinde Freden (Leine) was een samenwerkingsverband (Samtgemeinde) van vier kleinere gemeenten in het Landkreis Hildesheim in de Duitse deelstaat Nedersaksen. Gezamenlijk hebben de gemeenten nog geen 5.000 inwoners. Met ingang van 1 november 2016 werden de deelnemende gemeenten opgeheven en gingen samen verder als de eenheidsgemeente Freden.

## Deelnemende gemeenten
- Everode
- Freden (Leine)
- Landwehr (gemeente)
- Winzenburg